# Томас Мартінес (футболіст)
Томас Мартінес (ісп. Tomás Martínez, нар. 7 березня 1995, Беккар) — аргентинський футболіст, півзахисник клубу «Дефенса і Хустісія».

## Клубна кар'єра
Народився 7 березня 1995 року в місті Беккар. Вихованець футбольної школи клубу «Рівер Плейт», в якій займався з шести років. Він вважався одним з найперспективніших гравців академії і звертав на себе увагу таких клубів, як «Арсенал» і «Барселона».
Півзахисник дебютував за свій рідний клуб у Прімері 23 червня 2013 року у зустрічі з «Сан-Мартіном». Це був його єдиний матч у дебютному сезоні. У 2014 році він дев'ять разів з'являвся на полі, в основному виходячи на заміну, і віддав три гольові передачі, допомігши команді стати чемпіоном країни. Також того року він зіграв 4 гри у Південноамериканському кубку, допомігши «Ріверу» виграти свій перший за 17 років континентальний турнір. А на початку наступного року клуб виграв Рекопу Південної Америки і Євроамериканський суперкубок, але Мартінес в обох турнірах на поле не виходив.
Так і не закріпившись в основі рідного клубу 18 серпня 2015 року Мартінес для отримання ігрової практики був відданий в оренду на сезон в клуб іспанської Сегунди «Тенерифе». Втім і там Томас не зумів стати основним гравцем, тому вже в лютому оренда достроково була розірвана і сезон Мартінес закінчував в оренді на батьківщині у клубі «Дефенса і Хустісія».
2 липня 2016 року Мартінес став гравцем португальської «Браги». Дебютував у новій команді 22 серпня в грі проти «Ріу-Аве», а 29 серпня провів і свою першу гру в єврокубках проти донецького «Шахтаря» (0:2) у матчі Ліги Європи. Однак і в португальській команді аргентинець не зміг заграти в основі і другу половину сезону провів в резервній команді, що грала у Сегунді.
17 липня 2017 року Мартінес перебрався у «Х'юстон Динамо» з Major League Soccer. Там Томасу вдалося стати одним із лідерів команди і допоміг їй 2017 року вийти до фіналу Західної конференції MLS, а наступного виграти Відкритий кубок США, перший в історії клубу. Мартінес отримав грінкарту в січні 2019 року, після чого перестав вважатись легіонером у MLS. На сезон 2020 року «Динамо» найняло Таба Рамоса головним тренером замість Вілмера Кабреру, який керував командою у попередніх 3 сезонах. Рамос переважно використовував схему без центрального атакуючого півзахисника, зменшуючи можливості для Мартінеса. В результаті аргентинець завершив сезон, провівши лише 11 матчі, 3 з них у старті, без голів та результативних передач, і після завершення сезону покинув команду у статусі вільного агента.
30 січня 2021 року Мартінес підписав контракт з командою «Дефенса і Хустісія». Станом на 24 лютого 2021 року відіграв за команду з передмістя Буенос-Айреса 2 матчі в національному чемпіонаті.

## Виступи за збірну
2015 року залучався до складу молодіжної збірної Аргентини і виграв з нею того року молодіжний чемпіонат Південної Америки в Уругваї, де провів 7 ігор і забив гол проти Еквадору (5:2). Цей результат дозволив команді поїхати і на молодіжний чемпіонат світу 2015 року в Новій Зеландії, де Мартінес зіграв у всіх трьох матчах, а аргентинці сенсаційно не вийшли з групи. 

## Титули і досягнення
- Чемпіон Аргентини (1):

«Рівер Плейт»: 2014 (Фіналь)
- Володар Південноамериканського кубка (1):

«Рівер Плейт»: 2014
- Переможець Рекопи Південної Америки (2):

«Рівер Плейт»: 2015
«Дефенса і Хустісія»: 2021
- Володар Відкритого кубка США (1):

«Х'юстон Динамо»: 2018
- Молодіжний чемпіон Південної Америки (1):

Аргентина U-20: 2015